# 성녀 요한나
《성녀 요한나》(Johanna)는 헝가리에서 제작된 코르넬 문드럭초 감독의 2005년 드라마 영화이다. 일디코 크세나 등이 주연으로 출연하였다. 2005년 칸 영화제에서 주목할 만한 시선 부문에서 상영되었다. 병원의 잔 다르크 이야기를 재구성하였다.

## 출연

### 주연
- 일디코 크세나
- 이스트반 갠터
- 데니스 걸야스
- 오르소냐 토스
- 졸트 트릴